# لینکلن ام‌کی‌تی

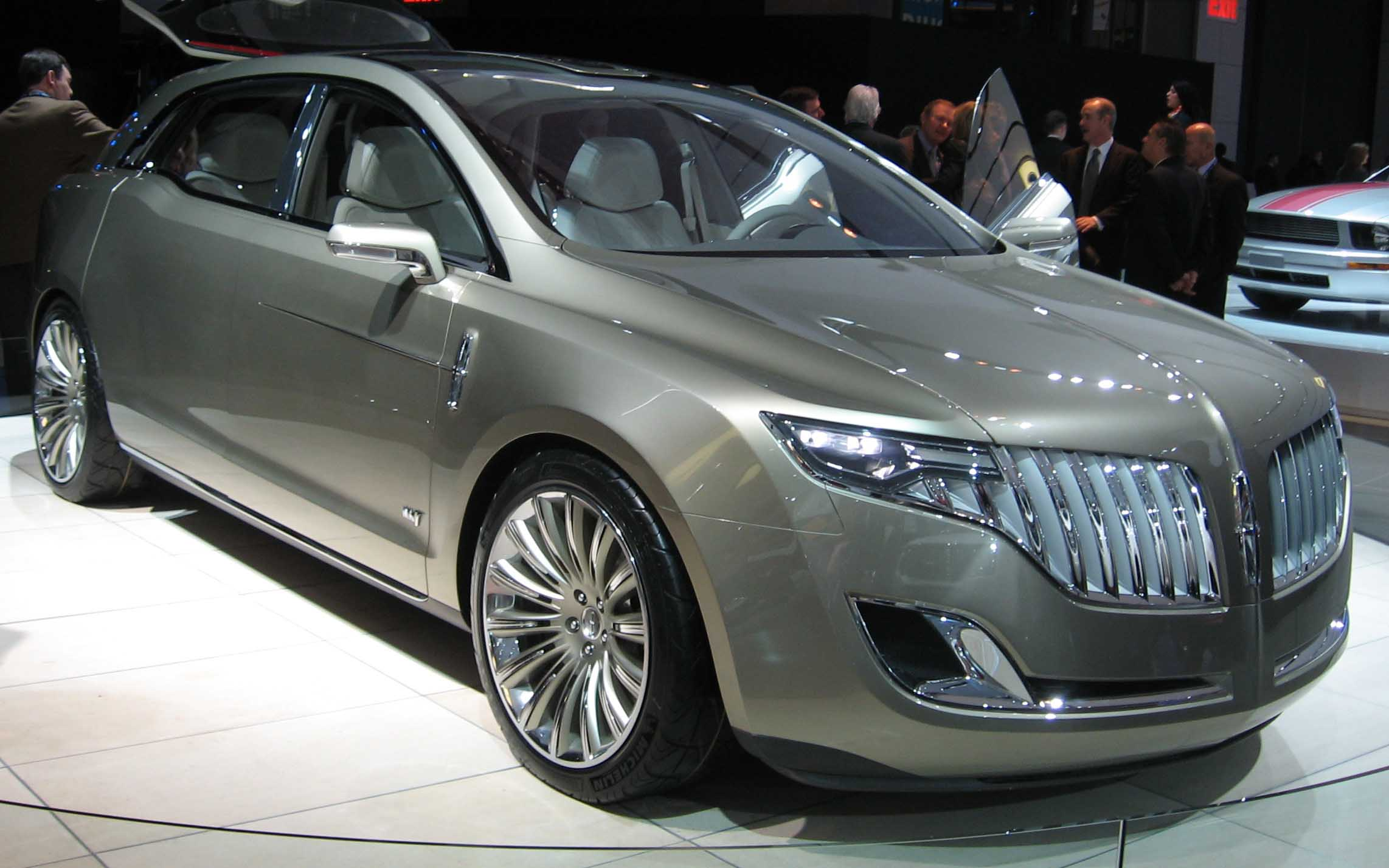

لینکلن ام‌کی‌تی (به انگلیسی: Lincoln MKT) یکی از مدل‌های کمپانی لوکس لینکلن است.